# Hembrug Museum
Het Hembrug Museum in Zaandam in de Nederlandse provincie Noord-Holland is een museale dependance van het Zaans Museum over de geschiedenis van de Artillerie-Inrichtingen op Hembrug.
De Artillerie Inrichtingen waren jarenlang de grootste werkgever van de Zaanstreek. Als de wapenproductie eind jaren zestig en de munitieproductie op Hembrug in 2002 stopt, sluit Eurometaal NV, een afsplitsing van de Artillerie Inrichtingen, in 2003 definitief zijn deuren. Dit betekent het einde van een meer dan 100 jaar lange bedrijfsgeschiedenis op Hembrug. 
De civiele bedrijfsproductie van de Gereedschapwerktuigenindustrie Hembrug  wordt verkocht aan het kranenbedrijf Figee in Haarlem, de Machinefabriek Hembrug start onder de naam Hembrug Machine Tools door in Haarlem en Eurometaal Precisions gaat over in de Zaans Precisie Maatschappij nu genaamd DOUNA te Zaandam.

## De Hembrugcollectie
De  museale collectie vertelt tezamen met het gebouwde industriële erfgoed, bestaande uit 50 monumenten en in totaal 150 gebouwen op het terrein, het verhaal van de bijzondere geschiedenis van Hembrug als het militaire logistieke hart van de Stelling van Amsterdam. Naast de tientallen gebouwen zijn er ook ondergrondse schuilkelders en een schietbaan.  

## Collectie
De collectiepresentatie geeft een beeld van de geschiedenis van de munitie- en wapenfabriek en haar verschillende bedrijfsvormen, die van 1895 tot 2003 op Hembrug gevestigd waren. De collectie is tentoongesteld in twee voormalige transformatorhuisjes aan de Kanonnenloods 14 op het terrein. 
In het eerste transformatorhuisje is een overzicht van het 43 ha grote Hembrugterrein te zien, met de indeling en de functies van de gebiedsdelen, de diverse productieprocessen die in de industriële panden plaatsvonden en de verbinding van het terrein met de spoorbrug Hembrug en met de Stelling van Amsterdam.
Door het volgen van de tijdslijn, die is uitgezet op het tweede, naastgelegen transformatorhuisje, krijgt de bezoeker meerdere inkijkjes in de fabriek in verschillende tijdsperiodes. De producten die, over een periode van meer dan 100 jaar, vervaardigd zijn worden getoond, diverse soorten munitiehulzen en verschillende innovaties op dit gebied. 
Hembrug kreeg landelijke en internationale bekendheid door de civiele productie van precisie metaalbewerkingsmachines, waaronder draai- en freesbanken.
Thema’s zoals de hoog aangeschreven bedrijfsopleiding waar vele ingenieurs en technische vakspecialisten opgeleid zijn, de terreinbeveiliging van dit verboden gebied, de actieve personeelsvereniging en de overlevering in de vorm van persoonlijke verhalen worden gepresenteerd, ondersteund door objecten, audio– en beeldmateriaal.

## Geschiedenis Hembrug Museum
Initiatiefnemer voor het behouden van het industrieel erfgoed van Hembrug is Peter de Vries. Vlak voor de definitieve sluiting van Eurometaal NV in 2003, heeft hij, in de laatste maanden van zijn 32-jarige loopbaan bij dit bedrijf, als laatste als transportmanager, en belast met het bezemschoon opleveren van de vele gebouwen, waardevolle objecten, foto’s en documenten veiliggesteld en deze overgedragen aan onder meer het Nationaal Militair Museum (wapen- en munitiecollectie), Nationaal Archief in Den Haag (fotonegatieven), het Gemeentearchief Zaanstad en het Zaans Museum. De Vries ging samen met oud-collega´s door met collectioneren. In de eerste twee jaren is de bedrijfscollectie opgeslagen in Fort aan den Ham. Er wordt in 2003 een kleine expositie ingericht naar aanleiding van het 100-jarig bestaan van het fort en een klein deel van de Hembrugcollectie is daar nog altijd te zien.
Sinds de jaren 1980 staan er al gebouwen leeg op het Hembrugterrein. In 2003 werd een nieuwe bestemming voor het gehele terrein gezocht. Een groot obstakel hierbij was de vervuiling van de grond en de kosten voor de sanering. Lange tijd bleef het onduidelijk wie de trekker zou worden voor de ontwikkeling van het gebied. In 2011 werd een overeenkomst gesloten van de drie overheden, het rijk, de provincie en de gemeente, waarbij de taken en verantwoordelijkheden werden vastgelegd. Het Rijksvastgoedbedrijf (RVB) werd verantwoordelijk voor de ontwikkeling, de provincie Noord-Holland en gemeente Zaanstad kregen vooral een voorwaardenscheppende rol.  
In 2005 verhuisde de collectie naar Hembrug. Terwijl er volop gewerkt werd aan de invulling en de herbestemming van het Hembrugterrein  zochten de betrokkenen bij het Hembrugmuseum een vorm voor het tentoonstellen van de bedrijfscollectie in het voormalige hoofdkantoor van Eurometaal NV. Er werd een begin gemaakt met de registratie van de collectie en er ontwikkelde zich een vrijwilligersorganisatie, voornamelijk bestaande uit oud-medewerkers van Eurometaal NV en de voormalige NV Machinefabriek Hembrug, die rondleidingen geeft langs de bedrijfscollectie, de monumentale gebouwen, door het afgesloten gedeelte en door het "plofbos". Vele duizenden belangstellenden kwamen het gebied, waar - als onderdeel van het Ministerie van Defensie - een geheimhoudingsprotocol gold, bekijken.
Op 18 mei 2018 was het nieuwe Hembrug Museum onder auspiciën van het Zaans Museum een feit.

## Stichting Hembrugmuseum
Op 1 november 2013, na een niet geheel succesvolle poging om met een museaal aandeel een Holland Route Huis met de organisatie Holland Route, onderdeel van de Europese Route voor Industrieel Erfgoed te vormen, wordt de Stichting Hembrugmuseum opgericht. De Stichting heeft als missie om het verhaal van Hembrug, met focus op de mensen die er werkten, te borgen en bestendigen voor de toekomst, als vitale culturele onderneming. 
Er worden bestuursleden aangetrokken en de bureauorganisatie van de Stichting, die in 2014 wordt gevormd, schrijft een projectplan waarin een museaal concept wordt uitgewerkt voor het Hembrugterrein en zorgt daarbij voor het zoveel mogelijk op schrift vastleggen van informatie over onder meer de gebouwen en het terrein ten behoeve van de overlevering.  De Stichting ontwikkelt een seizoensprogrammering met reguliere rondleidingen, groepsarrangementen en kleinschalige culturele activiteiten met de geschiedenis van het terrein als uitgangspunt, in samenwerking met de terreinondernemers, de Stelling van Amsterdam en andere Landelijke evenementenorganisaties. In 2016 wordt een jeugdlaboratorium HEMLAB aangetrokken ten behoeve van de educatieve programmering. Gelijktijdig zoekt de organisatie de publicitaire aandacht om het draagvlak onder de terreinondernemers, bij gemeentelijke en provinciale instellingen te vergroten om zodoende een permanente museale vestiging op het Hembrugterrein te bewerkstelligen. 

## Samenwerkingsovereenkomst
Op basis van een businessplan opgesteld door de voormalige projectdirecteur van Hembrug dat onder meer de nodige garantie op een duurzame organisatie  geeft, valt in november 2015 een positief raadsbesluit voor extra investeringen voor het Zaans Museum om stapsgewijs het Hembrugmuseum onder zijn vleugels te nemen.
Op 13 oktober 2016 wordt een samenwerkingsovereenkomst ondertekend door vertegenwoordigers van de samenwerkingspartners: Rijksvastgoedbedrijf (RVB), gemeente Zaanstad, het Zaans Museum en de Stichting Hembrugmuseum. 
Het Rijksvastgoedbedrijf, de terreineigenaar, stelt een aantal voormalige transformatorhuizen om-niet beschikbaar voor Zaanse maatschappelijke organisaties, met als verplichting naar de toekomstige gebruikers - waarvan het Hembrugmuseum een van de uitverkorenen is - deze panden wind- en waterdicht en asbestvrij over te dragen.
In 2016 draagt Peter de Vries zijn collectie over aan het Zaans Museum voor waardering RCE, verdere registratie en ten behoeve van een nieuwe presentatie.
Na een oproep aan grotere en kleinere musea verbonden aan het ZCBS vindt Peter voor veel museale inboedel zoals tentoonstellingskasten en vitrines nieuwe eigenaren. Zoals het Brandweer Museum (Hellevoetsluis), Brandweer Museum (Westzaan), Telefoon Museum (Rotterdam), Fort aan de Ham, Fort Harssens (Den Helder), Onderduik Museum (Nieuwland-Drenthe), Museum van het ZMC (Zaans Medisch Centrum), Dokters Museum in Koog Zaandijk, Openluchtmuseum Flaeijel -Nieuwehorne(Frl) en Historische vereniging Berkhout.
In 2018 worden de activiteiten van de organisatie van de Stichting Hembrugmuseum overgedragen aan de organisatie van Zaans Museum.